# Djahangir Aliyev
 (mars 2024).
Pour les articles homonymes, voir Aliyev.
Djahangir Aliyev (en azéri: Cahangir Həsənəli oğlu Əliyev; né le 5 mai 1931, Duzkend, région d'Amasiya, RSS d'Arménie, URSS et mort en 2010) est un Ier Secrétaire du Comité du Parti de la région d'Amasiya (1974-1981), rédacteur en chef du journal Arménie soviétique (1981-1984), vice-président du Présidium du Soviet suprême d'Arménie (1982-1985).

## Biographie
Djahangir Aliyev est né le 5 mai 1931 dans le village de Duzkend, dans la région d'Amasiya, l'ancien district d'Aghbaba, dans l'ouest de l'Azerbaïdjan. Après avoir obtenu son diplôme de l'Institut pédagogique d'Azerbaïdjan, il commence sa carrière comme enseignant à l'école de Duzkend. En 1952-1954, il travaille comme deuxième puis premier secrétaire du comité de district du Komsomol.En 1956-1962, il est promu au poste de rédacteur en chef du journal Kolkhozchu tribunasi publié dans le district d'Amasiya et a été élu membre du bureau du comité du parti du district. En 1962-64, après avoir étudié à l'École supérieure du Parti de Bakou et reçu une formation politique supérieure, il travaille comme rédacteur en chef adjoint du journal interrégional Chirak, puis comme chef du département de propagande au Comité du parti de district d’Amasiya. 

## Activité politique
En 1965, il est nommé président du comité exécutif du conseil du district d'Amasiya. Après avoir occupé ce poste pendant quatre ans, il est promu au poste de responsable du département de propagande et d'agitation du Comité central du Parti communiste d'Arménie.
En décembre 1974, Djahangir Aliyev est élu premier secrétaire du comité du parti du district d'Amasiya. Au cours de ses huit années à ce poste, il travaille beaucoup en faveur du développement économique, de l'expansion des travaux culturels et de construction, de la construction de nouveaux établissements d'enseignement et de l'amélioration des services de santé dans cette région montagneuse isolée où plus de 85 pour cent de la population sont des Azerbaïdjanais. L'initiative, la capacité d'organisation et les compétences de gestion de Dj. Aliyev sont très appréciées par la population et les dirigeants de la république. Il est élu député au Soviet suprême de la République de la IXe et Xe convocation (1975-1985), vice-président du Présidium du Soviet suprême d'Arménie (1982-85) et membre du Comité central du Parti communiste d'Arménie.

## Activité rédactionnelle
En 1981, Djahangir Aliyev est nommé rédacteur en chef du journal Arménie soviétique, un organe du Comité central du Parti communiste d'Arménie, du Présidium du Soviet suprême et du Conseil des ministres. C'est le seul journal publié en langue azerbaïdjanaise en Arménie au niveau républicain. Sous sa direction, le journal devient plus lisible, et élargit son lectorat en mettant à l'ordre du jour à la fois le professionnalisme et les questions les plus importantes de l’existence nationale. Il occupe ce poste jusqu'en décembre 1984.
En 1985 Dj. Aliyev, déménage à Bakou. Il travaille d'abord au département de presse du Comité central du Parti communiste d'Azerbaïdjan et au journal Xalq à partir de 1991.